# Zhang Xiaohuan
Pour les articles homonymes, voir Zhang.
Dans ce nom chinois, le nom de famille, Zhang, précède le nom personnel.
Zhang Xiaohuan, née le 19 août 1980 à Pékin, est une nageuse synchronisée chinoise.

## Palmarès
Zhang Xiaohuan et l'équipe de Chine de ballet terminent septième des Jeux olympiques d'été de 2000 à Sydney. La nageuse se classe 7e en duo avec Gu Beibei et 6e avec l'équipe de Chine en ballet aux Jeux olympiques d'été de 2004 à Athènes. Elle fait partie de l'équipe chinoise médaillée de bronze en ballet aux Jeux olympiques de 2008 à Pékin.